# Bill Gates
William Henry (Bill) Gates III (Seattle, 28 oktober 1955) is een Amerikaans ondernemer en filantroop. Gates is vooral bekend geworden als medeoprichter  en boegbeeld van het bedrijf Microsoft.

## Levensloop
William Henry Gates III werd geboren als zoon van advocaat William H. Gates Sr. (Bill Gates Sr.) en onderwijzeres Mary Maxwell. Hij heeft twee zussen. Hij werd door zijn ouders naar de Lakeside Prep School in Seattle gestuurd. Daar zag hij in 1968 een terminal die was verbonden met een timesharing-computer bij General Electric. Gates en Paul Allen, een vriend en latere zakenpartner, waren niet bij de terminal weg te slaan. Het tweetal werd zelfs hacker: ze braken in in het systeem dat de hoeveelheid verbruikte computertijd bijhield. Een lokaal computerbedrijf, dat inmiddels de computertijd op de terminal sponsorde, besloot hen daarom maar in dienst te nemen om bugs (programmeerfouten in een programma of spel) te vinden, in ruil voor een onbeperkte hoeveelheid computertijd.
In de herfst van 1973 ging Gates studeren aan de Harvard-universiteit. Hij stopte daarmee toen Allen hem wees op de Altair 8800, een zelfbouwcomputer. Gates realiseerde zich dat voor een computer software nodig zou zijn. Hij belde MITS, de producent van de Altair, op en blufte dat hij samen met Allen een programma had geschreven - een BASIC-interpreter voor de Altair. Dat wilde het bedrijf graag zien. Gates werkte koortsachtig aan het programma en Allen kon het ten slotte aan MITS laten zien. Op 22 juli 1975 sloot MITS een overeenkomst met Gates en Allen om de rechten van hun BASIC-interpreter te kopen. Dit was de geboorte van Microsoft, het bedrijf dat Gates en Allen beiden multimiljardair zou maken.

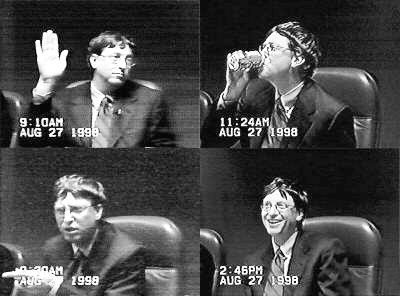
Bill Gates legt een verklaring af in de zaak Verenigde Staten versus Microsoft (1998)

Tijdens een bezoek aan Mozambique in 2003 beloofde Gates om uit de Bill & Melinda Gates Foundation 168 miljoen dollar te spenderen aan onderzoek naar malaria, waar uit reguliere bronnen jaarlijks al zo'n 100 miljoen dollar aan wordt besteed. Het geld van de stichting wordt onder meer besteed aan onderzoek naar een vaccin en naar nieuwe medicijnen tegen resistente varianten van de malariaparasiet. Gates gaf ook geld uit aan de zoektocht naar een goedkoop vaccin tegen SARS-CoV-2.
De Foundation heeft met de Rockefeller Foundation, enkele bedrijven (waaronder Dow Chemical) en de Noorse regering tientallen miljoenen dollars gestoken in de Svalbard Global Seed Vault. In een enorme bunker in een berg bij Longyearbyen op Spitsbergen zullen miljoenen zaden voor gewassen als graan, rijst en maïs worden opgeslagen om de 'diversiteit' voor de toekomst te waarborgen.
In 2005 ontving Gates samen met zijn vrouw de Persons of the year-prijs, een initiatief van TIME Magazine. Gates verklaarde dat hij na zijn dood al zijn geld aan liefdadigheid zal geven en dus niet aan zijn kinderen.
Op 15 juni 2006 kondigde Gates aan dat hij in 2008 zou stoppen met zijn werkzaamheden bij Microsoft. Op 6 januari 2008 gaf de 52-jarige miljardair zijn laatste grote toespraak in Las Vegas. Met een gillend slotakkoord op zijn plastic Microsoft-gitaar nam Bill Gates ´s avonds afscheid van de Consumer Electronics Show (CES). De CES is de grootste vakbeurs op het gebied van consumentenelektronica in Las Vegas.
Elf keer opende de topman de beurs voor ICT- en elektronicafabrikanten met zijn visie op de nieuwe Microsoft-plannen. Deze keer had Gates maar één belangrijke aankondiging: hij ging zich na de zomer wijden aan zijn leven als filantroop, samen met zijn vrouw Melinda en de hulp van een lange rij beroemde vrienden voor de Bill & Melinda Gates Foundation. Zijn rol als chief software architect zou worden overgenomen door Ray Ozzie. 27 juni 2008 was Gates' laatste werkdag. Hij bleef nog wel aan als voorzitter en adviseur van de onderneming. In maart 2020 maakte hij bekend dat hij ook zou vertrekken uit de raad van bestuur.

## Rijkste man ter wereld
Volgens Forbes was Gates twaalf jaar lang de rijkste man ter wereld, van 1996 tot 2007 (met uitzondering van 1997) en in 2014 opnieuw. Forbes schatte zijn vermogen in 2007 op $ 56 miljard. In juli 2007 rapporteerde de Seattle Post echter dat de Mexicaanse telecomtycoon Carlos Slim de plek van de rijkste man ter wereld had overgenomen met een vermogen van $ 67 miljard. De uitgaven aan liefdadigheid door Bill en Melinda Gates via de Bill & Melinda Gates Foundation hebben hier zeker een rol in gespeeld.
Bill Gates' vermogen werd in maart 2012 op 61 miljard dollar geschat. Hij was daarmee de rijkste mens in de Verenigde Staten, en stond tweede op de lijst van rijkste mensen ter wereld.
In mei 2013 raamde persagentschap Bloomberg zijn vermogen op 72,7 miljard dollar, wat hem op hun Bloomberg Billionaires Index opnieuw de rijkste mens ter wereld maakte. In dezelfde maand zette ook Forbes hem opnieuw bovenaan de lijst van rijkste mensen, met een geschat vermogen van 69,9 miljard dollar.
In maart 2014 schatte Forbes het vermogen van Gates op $ 76 miljard, waarmee hij wederom de rijkste man ter wereld zou zijn. Carlos Slim zou op een tweede plek staan met $ 72 miljard.
Volgens Bloomberg en Forbes stak Jeff Bezos, onder meer de baas van Amazon, Gates voorbij. Bezos is anno 2020 de rijkste persoon ter wereld, met een fortuin van 115,60 miljard Amerikaanse dollar. Hij was de eerste persoon die meer dan 100 miljard dollar vergaarde.

## Privéleven
In 1994 trouwde hij met Melinda French. Zij hebben drie kinderen. Op 3 mei 2021 kondigden Bill en Melinda Gates aan na 27 jaar hun huwelijk te beëindigen.

### Bestseller 60
| Boeken met noteringen in de Nederlandse Bestseller 60 | Jaar van verschijnen | Datum van binnenkomst | Hoogste positie | Aantal weken | Opmerkingen |
| ----------------------------------------------------- | -------------------- | --------------------- | --------------- | ------------ | ----------- |
| Hoe we een klimaatramp kunnen vermijden               | 2021                 | 10-03-2021            | 28              | 2            |             |

## Trivia

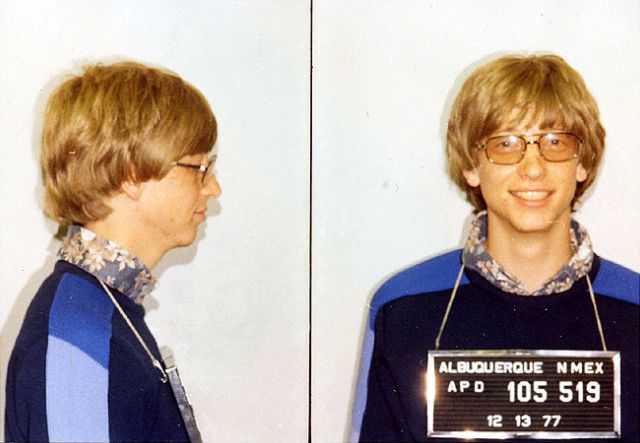
Bill Gates in 1977 (foto van de politie van Albuquerque, New Mexico, wegens een verkeersovertreding)

- Op 4 februari 1998 werd Gates tijdens een bezoek aan Brussel met taart besmeurd. Het betrof een actie van een viertal personen, onder wie de in 2006 overleden Belgische regisseur en producent Rémy Belvaux.
- Gates kwam in 1999 voor als personage in de film Pirates of Silicon Valley, waarin hij werd gespeeld door de acteur Anthony Michael Hall.
- Gates is in 2005 benoemd tot Ridder-Commandeur in de Orde van het Britse Rijk. Als niet-Brits onderdaan kan hij zich echter niet Sir William Gates noemen; wel kan hij zich aanduiden als William Gates KBE of Bill Gates KBE, waarbij KBE de postnominale letters zijn van een "Knight Commander of the Order of the British Empire".
- Gates speelt een bescheiden rol in de in 2010 verschenen roman La carte et le territoire van Michel Houellebecq. Het boek gaat over een fictieve Franse kunstschilder, Jed Martin, wiens werk plotseling explosief in waarde stijgt. Zijn duurste werk is getiteld Bill Gates en Steve Jobs bespreken de toekomst van de informatica, met als ondertitel Het Palo Alto-gesprek. Dit fictieve schilderij werd later door de illustrator Stéphane Manel gevisualiseerd en onder andere gebruikt voor de omslag van een boekje over La carte et le territoire.[16]
- Bill Gates speelde in 2018 een gastrol als zichzelf in de serie The Big Bang Theory, seizoen 11, aflevering 18.[17]